# Andreas Vesalius
Andreas Vesalius (Bruxelas, 31 de dezembro de 1514 — Zacinto, 1564), por vezes referido na literatura portuguesa como André Vesálio, foi um médico belga, considerado o “pai da anatomia moderna”. Foi o autor da publicação De Humani Corporis Fabrica, um atlas de anatomia publicado em 1543.

## Vida Pessoal
Muito pouco havia sido descoberto sobre anatomia e fisiologia desde a Antiguidade, cujas descobertas foram baseadas na dissecação de animais. A falta de aulas práticas de anatomia na Universidade de Paris acabou levando Vesalius, assim como Michelangelo, a frequentar cemitérios em busca de ossadas de criminosos executados e vítimas de praga. Casou-se em 1544 com Anne van Hamme e teve uma filha com o mesmo nome. Graduou-se doutor em Medicina pela Universidade de Pádua, na Itália, e em 1538 publicou seu primeiro trabalho, as Tabulae Sex, um conjunto de seis desenhos de anatomia feitos por ele próprio. Em 1546 foi nomeado médico da corte do sacro imperador romano Carlos V e ficou a serviço do Império até a abdicação de Carlos em 1556, tendo passado depois disso a servir a Filipe II, rei da Espanha. Vesalius viria a morrer em 1564, ele foi condenado à morte pela Inquisição, sob a alegação de que tinha dissecado corpos humanos. Para escapar à fogueira, sua pena foi substituída por uma peregrinação a Jerusalém, na Terra Santa. Na viagem de volta, adoeceu e morreu na ilha de Zante (ou Zacyn) na então república de Veneza, na costa da Grécia.

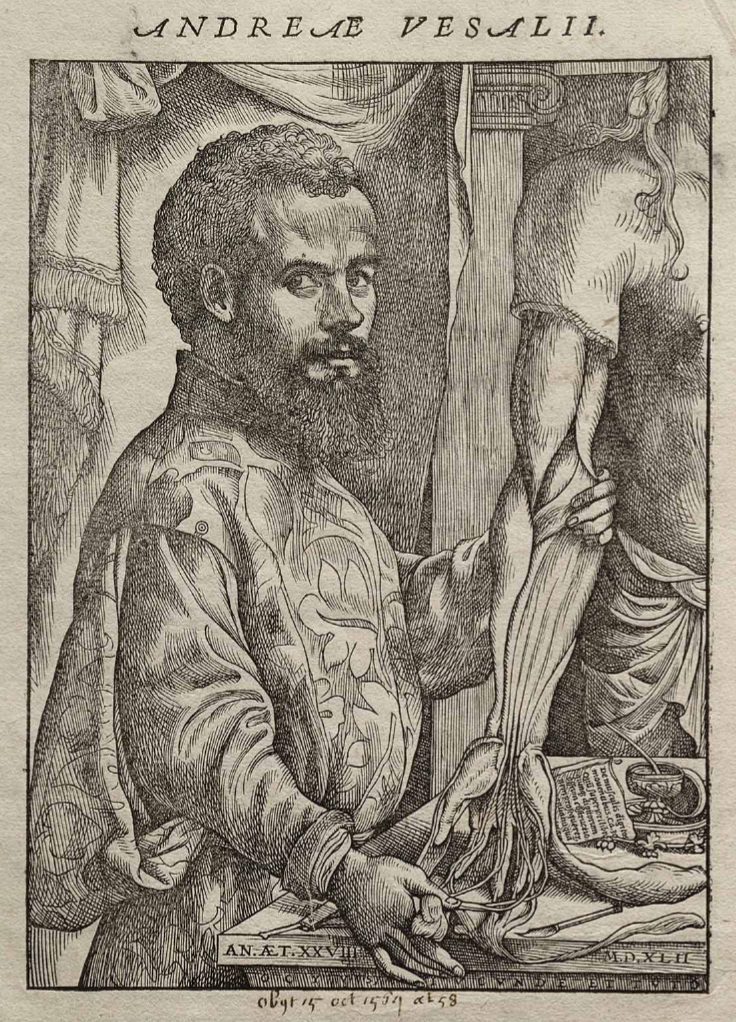
Retrato de Vesalius em De Humani Corporis Fabrica (1543)

## Obra
Além das Tabulae Sex, Vesalius foi autor de De Humani Corporis Fabrica Libri Septem (mais conhecido como Fabrica), sua principal obra, que foi concluída em 1543 após inúmeras dissecações de cadáveres
É uma espécie de atlas do corpo humano ricamente ilustrado, dividida em sete partes – ossos (Livro 1), músculos (Livro 2), sistema circulatório (Livro 3), sistema nervoso (Livro 4), abdômen (Livro 5), coração e pulmões (Livro 6) e cérebro (Livro 7).

## Contribuições para a ciência médica
Através de sua obra  De Humani Corporis Fabrica Libri Septem, Vesalius conseguiu refutar diversas teorias sobre o corpo humano, antementes propostas por Galeno, o que foi de extrema importância para o avanço de estudos relacionados à anatomia, provando até mesmo o contrário acerca da crença comum de que os homens possuíam uma costela a menos que as mulheres.
Vesalius produziu, em sua obra Fabrica, ilustrações que retratavam o sistema muscular e as respectivas atuações de cada musculo, possibilitando um maior entendimento sobre a mecânica do corpo humano. Além disso, Vesalius ia em contraste com as ideias de que o coração era o centro das emoções e da mente, sendo definidas estas ao cérebro, isto pelo fato dos nervos serem originários ao mesmo, e não ao coração. Suas descobertas não pararam por aí: como exemplo, afirmou que os rins não filtravam a urina, e sim o sangue, sendo a urina as excretas retiradas deste.
Também é creditado como o responsável por fazer a primeira descrição do conceito de ventilação mecânica, um feito de destaque no campo da Anestesia.

"...uma abertura deve ser tentada no corpo da traqueia, na qual um tubo de junco ou caniço deve ser inserido; você então deve soprar nesse tubo, de modo que o pulmão possa aumentar de novo... e o coração se torne forte..."Andreas Vesalius, 1555.

Sem dúvidas, o trabalho científico ministrado por Vesalius se tornou revolucionário, pois ia contra a tradição que remontava aos antigos, contribuindo assim para o avanço da ciência, mesmo que talvez suas descobertas não fossem totalmente aceitas, mudando completamente a forma de se chegar ao conhecimento, que até então se baseava em fontes antigas, baseando-se agora na experimentação e prática.
Após não muito tempo, Vesalius publicou outra versão de sua grande obra, intitulada de Humani Corporis Fabrica Librorum Epitome, mais comumente conhecido como Epitome, que era mais enfático nas ilustrações do que no texto, visando tornar suas descobertas mais acessíveis e facilitando sua compreensão. O próprio texto poderia ser definido como uma forma resumida de seu trabalho em Fabrica. Ele foi dedicado a Filipe II da Espanha, filho do Imperador.

## Descobertas científicas
Sistema Esquelético
- Vesalius acreditava que o sistema esquelético era a estrutura do corpo humano. Vesalius afirmou que a mandíbula era apenas um osso, enquanto Galeno acreditava que eram dois ossos separados. Ele também descreve com precisão o aparelho vestibular, no interior do osso temporal do crânio.

- Vesalius afirma que o osso esterno é consistido em três partes, enquanto Galeno acreditava que eram sete.

- Também foi refutada a crença de que os homens tinham uma costela a menos que as mulheres.

Sistema Muscular
- A contribuição mais impressionante de Vesalius para o estudo do Sistema Muscular, foram as Ilustrações que acompanham o livro II. Ele descreve a origem, a posição de cada músculo e fornece informações sobre o seu funcionamento.

Sistema Nervoso
- Vesalius definiu um nervo como o modo de transmitir sensação e movimento e, assim, refutou as afirmações de seus contemporâneos de que ligamentos, tendões e aponeuroses eram três tipos de unidades nervosas.
- Ao estudar o nervo óptico, Vesalius concluiu de que os nervos não eram ocos.
- Ele acreditava que o cérebro e o sistema nervoso fazem as mentes e as emoções, em contraste com a crença aristotélica de que o coração é o centro do corpo.[9]

Outras realizações
- Vesalius refutou a afirmação de Galeno de que os homens têm mais dentes do que as mulheres.[10]
- Vesalius era um defensor das "dissecações paralelas" nas quais um cadáver animal e um cadáver humano são dissecados simultaneamente para demonstrar as diferenças anatômicas e, assim, corrigir os erros galênicos.
- Devido ao seu impressionante estudo do crânio humano e às variações em suas características, ele teria sido o responsável pelo lançamento do estudo da antropologia física.